# Marlenis Costa
Marlenis Costa Blanco (Camagüey, 30 de julio de 1973) es una exjugadora de voleibol cubana. Desde el año 1992 hasta 2000 participó en 3 Juegos Olímpicos, consiguiendo en todos ellos la medalla de oro.

## Medallero
- 1991: Copa del Mundo, Osaka, Japón, medalla de oro.
- 1992: Juegos Olímpicos de Barcelona, España, medalla de oro.
- 1993: Mundial Juvenil, 1993, medalla de oro.
- 1994: Campeonato Mundial, Brasil, medalla de oro.
- 1995: XII Juegos Panamericanos Mar del Plata, Argentina, medalla de oro.
- 1996: Juegos Olímpicos de Atlanta, Estados Unidos, medalla de oro.
- 1998: Juegos Centroamericanos y del Caribe, Maracaibo, Venezuela, medalla de oro.
- 1998: Campeonato Mundial, Japón, medalla de oro.
- 1999: XIII Juegos Panamericanos Winnipeg, Canadá, medalla de plata.
- 2000: Juegos Olímpicos de Sydney, Australia, medalla de oro.